# Episinus erythrophthalmus
Episinus erythrophthalmus är en spindelart som först beskrevs av Simon 1894.  Episinus erythrophthalmus ingår i släktet Episinus och familjen klotspindlar. Inga underarter finns listade i Catalogue of Life.